# Yelena Kolessova
Yelena Kolesova (russe : Еле́на Ко́лесова) (1er août 1920 – 11 septembre 1942) était la commandante d'une unité de partisans soviétiques des forces spéciales durant la Seconde Guerre mondiale. À la suite de son décès au combat, lors d'une attaque réussie sur la forteresse allemande de Vyritsa près de Smolensk, Kolesova reçut à titre posthume le titre d'Héroïne de l'Union soviétique le 21 novembre 1944.

## Enfance et éducation
Kolesova est née en 1920 dans une famille de paysans russes du village de Kolesovo, dans l'oblast d'Iaroslavl. Son père meurt en 1922 et elle est élevée par sa mère avec ses deux frères, Constantin et Aleksander, ainsi que sa sœur Galina, jusqu'à son déménagement, à l'âge de 8 ans, chez son oncle et sa tante de Moscou. Après avoir obtenu son diplôme de l'école secondaire en 1936, elle s'inscrit à la 2e École pédagogique de Moscou. Elle travaille en parallèle comme enseignante de gymnastique à l'école du district de Frunzensky, puis comme chef d'un groupe local de jeunes pionniers. Elle devient membre du Parti communiste en 1942.

## Seconde Guerre mondiale
Après l'invasion allemande de l'Union soviétique, Kolesova commence à travailler dans la construction de fortifications défensives et aide au relogement des citoyens soviétiques dans des zones plus à l'ouest. À la suite de plusieurs demandes à rejoindre l'Armée Rouge, elle est autorisée admise au sein de l'unité 9903 des Spetsnaz du service d'intelligence du Front de l'Ouest, sous le commandement de Arturs Sproģis (lv). Après une brève formation, elle et plusieurs autres membres de l'unité sont déployés le 28 octobre 1941. Leurs tâches consistent à poser des mines sur les routes, détruire les infrastructures de communication et recueillir des renseignements militaires sur les villages de la banlieue moscovite occupés par les Allemands. Le groupe est composé de quatre hommes et trois femmes. Au cours de cette mission, elle est capturée par les Allemands qui remarquent que ses bottes militaires se démarquent de son habit de paysanne. Après une détention de deux jours, elle réussit à s'échapper lors d'un transfert à Novaya Russa, lui permettant de relayer les informations recueillies à l'armée du front de l'Ouest. Après cette mission, elle est nommée commandant d'un groupe de plusieurs femmes, dont le travail était de saboter les infrastructures utilisées par les Allemands à Baryssaw et Kroupki, dans la province de Minsk. Elle enseigne également aux civils l'utilisation d'explosifs, dans le but de mener à bien des déraillements de trains, des bombardements d'entrepôts d’approvisionnement et la destruction de véhicules militaires. Ils apprennent aussi à attirer les soldats allemands en forêt, en se faisant passer pour des femmes célibataires locales à la recherche d'un partenaire, afin de les conduire dans une embuscade, où ils sont abattus. Les services de renseignements de l'armée allemande pensent que l'unité de Kolesova compte environ 600 membres, alors qu'elle n'en compte, en réalité, qu'une douzaine,.
Kolesova est tuée en mission, le 11 septembre 1942, alors qu'elle menait un raid sur une forteresse à Krupki qui s'est avéré être un succès. Des onze femmes parachutées aux alentours de Baryssaw, trois sont mortes à l'atterrissage et une quatrième s'est fracturé la colonne vertébrale, car elles n'avaient pas été formées au saut en parachute. La guérilla bombarde des ponts et font dérailler un train militaire en plein jour, mais les Allemands finissent par trouver leur point de rassemblement dans la forêt. Le 11 septembre, elle est mortellement blessée en essayant de prendre un nid de mitrailleuses ; son dernier souhait était d’être enterrée avec les quatre membres de son unité qui sont mortes en parachute. Elle est inhumée dans une fosse commune pour les partisans de Migovshchina, mais après la guerre, sa dépouille, ainsi que celles des quatre membres de son unité, sont transférées dans un tombeau commémoratif à Krupki. Au total, son détachement a fait dérailler onze trains, tué 30 soldats allemands, détruit trois voitures et bombardé six postes de police,,.

## Distinctions

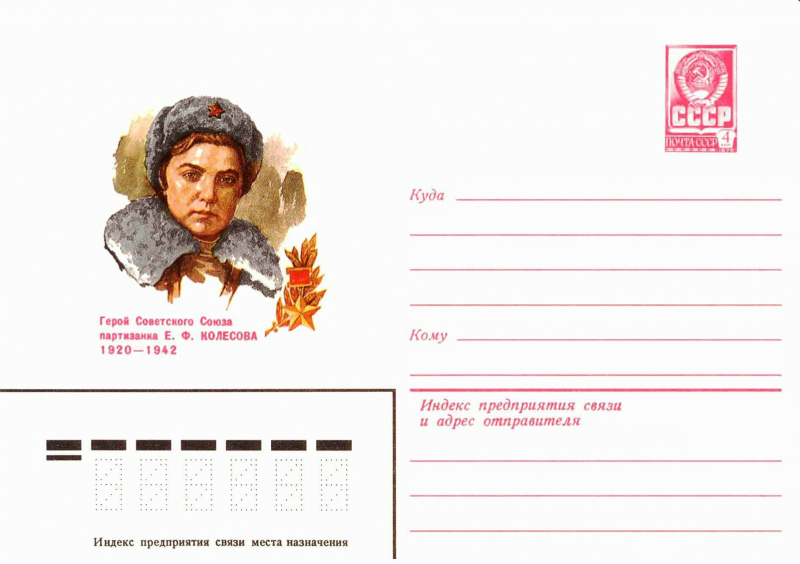
1981 : enveloppe soviétique mettant en vedette Kolesova.

Kolesova reçoit l'Ordre du Drapeau Rouge, le 20 janvier 1942, l'Ordre de l'Étoile Rouge le 1er octobre 1942, et le titre de Héros de l'Union Soviétique avec l'Ordre de Lénine, le 21 novembre 1944. Des monuments lui sont dédiés à Kroupki, Vyritsa, Mordvinova et Iaroslavl et des rues sont rebaptisées en son honneur à Volgograd, Kroupki, Moscou et Iaroslavl,.